# 束縛電子
束縛電子（そくばくでんし）とは、原子ないしは原子核などに空間的に束縛された状態にある電子のことである。自由電子の対義語。
例えば、量子力学によれば原子内にある電子は、そのエネルギー準位に応じた殻構造をとる（電子殻などを参照）が、エネルギー的により低い準位にある電子を内郭電子、より高い準位にあるものを外郭電子などと呼び、束縛電子の例である。
金属や半導体などの結晶においては、外郭電子の一部は隣接する他の原子の電子と共有されて、エネルギー的に密接したバンド構造をなすが、これらの電子は個々の原子に束縛されておらず、結晶全体に共有された自由電子とみなせるので、束縛電子とは呼ばれない。